# Mîrne (Mîrne), Simferopol
Mîrne (în ucraineană Мирне) este localitatea de reședință a comunei Mîrne din raionul Simferopol, Republica Autonomă Crimeea, Ucraina.

## Demografie
Componența lingvistică a localității Mîrne
     Rusă (82,06%)
     Tătară crimeeană (8,94%)
     Ucraineană (7,55%)
     Alte limbi (0,38%)
Conform recensământului din 2001, majoritatea populației localității Mîrne era vorbitoare de rusă (82,06%), existând în minoritate și vorbitori de tătară crimeeană (8,94%) și ucraineană (7,55%).